# Ali Asel
Ali Asel (28 settembre 1976) è un ex calciatore kuwaitiano, di ruolo difensore.

## Carriera

### Club
Ha sempre giocato nel campionato kuwaitiano.

### Nazionale
È stato convocato per la Coppa d'Asia 2004.